# The Song Remains the Same
«The Song Remains the Same» (с англ. — «Песня остается прежней») — песня британской хард-рок-группы Led Zeppelin, открывающий трек из их пятого альбома Houses of the Holy.

## История создания
Первоначально песня представляла собой инструментальную композицию с рабочим названием «The Overture» (с англ. — «Увертюра»). После того, как вокалист Роберт Плант добавил в неё текст её на какое-то время переименовали в «The Campaign» (с англ. — «Компания»), прежде чем за ней закрепилось окончательное название «The Song Remains the Same». В интервью журналу Guitar World (1993 год), гитарист Джимми Пейдж так прокомментировал концепцию песни: 
Первоначально она задумывалась как инструментал, увертюра перед «The Rain Song». Но, полагаю, у Роберта были другие идеи на этот счёт. Что-то вроде, „Да, она действительно весьма хороша. Вот тут я тебе текст для неё набросал — давай покончим с ней поскорее“ [смеется]. У меня уже имелись для неё все начальные заготовки, а Роберт предложил добавить проигрыш в середину. После этого песня была завершена буквально за день. [...] Со мной всегда был кассетный магнитофон. Так вот, из отдельных фрагментов появились „The Song Remains the Same“ и „Stairway to Heaven“....
Вокальный трек Планта был немного ускорен во время сведения альбома. В свою очередь Пейдж записал для этой песни несколько гитарных дорожек, используя Telecaster, а также на 12-струнный Fender.

## Выпуск и концертные исполнения
Песня была впервые исполнена вживую во время японского турне группы 1972 года. Бутлеги этих гастролей демонстрируют, что тогда песня все еще не имела окончательного варианта названия, и Плант представил ее как «Zep» на шоу в Токио. Во время концертов Led Zeppelin периода конца 1972 по 1975 годы после «The Song Remains the Same» следовала композиция «The Rain Song» (как и на оригинальном альбоме). Для этой концертной аранжировки Пейдж использовал свою гитару Gibson EDS-1275 с двойным грифом, ставшую его визитной карточкой. Помимо этого «The Song Remains the Same» была открывающей композицией во время американского турне 1977 года и концертов 1979 года, однако была убрана из сет-листа европейского турне 1980 года. Также песня исполнялась на воссоединительном шоу Led Zeppelin в лондонской O2 Arena, 10 декабря 2007 года.
«The Song Remains the Same» фигурирует в одноимённом в концертном фильме Led Zeppelin 1976 года (и сопровождающем его саундтреке) как часть фэнтезийной метаморфозы Роберта Планта. Впоследствии песня использовалась в качестве названия как фильма, так и альбома.
Инструментальная версия песни, под названием «The Song Remains The Same (Guitar Overdub Reference Mix)», фигурирует на втором диске ремастированного двухдискового делюксового издания альбома Houses of the Holy выпущенного в 2014 году. Эта версия композиции была записана 18 мая 1972 года при помощи передвижной студии Rolling Stones в поместье Stargroves с инженером Эдди Крамером и микшером Джорджем Чкианцем. Она длится 5:30, в то время как хронометраж оригинальной песни составляет 5:24.

## Отзывы
В рецензии альбома Houses of the Holy обозреватель журнала Rolling Stone Гордон Флетчер написал о «The Song Remains the Same» в смешанном ключе, отметив, что эта песня является «единственной композиций пластинки [за исключением также трека „The Ocean“], вплотную приближающейся к былым триумфам Led Zeppelin» и «работает исключительно как средство для демонстрации [виртуозных] гитарных выходок Пейджа».
В ретроспективном обзоре делюксового издания Houses of the Holy (Deluxe Edition) Кристофер Ленц из Consequence of Sound поставил «The Song Remains the Same» более позитивную оценку похвалив каждого участника группы и написав, что «по мере того, как Led Zeppelin проходит через множество изменений мелодии „The Song Remains the Same“, музыканты звучат слегка тесно, но в то же время гибко, искусно, но не претенциозно».